# Mihalți, Veliko Tărnovo
Mihalți (în bulgară Михалци) este un sat în comuna Pavlikeni, regiunea Veliko Tărnovo,  Bulgaria. 

## Demografie
Componența etnică a satului Mihalți
     Bulgari (85,99%)
     Turci (4,22%)
     Romi (1,05%)
     Nicio identificare (8,32%)
     Altele (0,39%)
La recensământul din 2011, populația satului Mihalți era de 757 locuitori. Din punct de vedere etnic, majoritatea locuitorilor (85,99%) erau bulgari, existând și minorități de turci (4,22%) și romi (1,05%). Pentru 8,32% din locuitori nu este cunoscută apartenența etnică.